# Oglasa ecclipsis
Oglasa ecclipsis là một loài bướm đêm trong họ Noctuidae.